# Simulium ituriense
Simulium ituriense är en tvåvingeart som beskrevs av Alex Fain 1951. Simulium ituriense ingår i släktet Simulium och familjen knott.
Artens utbredningsområde är Kongo. Inga underarter finns listade i Catalogue of Life.